# Pürewdordżijn Serdamba
Pürewdordżijn Serdamba (mong. Пүрэвдоржийн Сэрдамба; ur. 18 kwietnia 1985 w Ułan Bator) – mongolski bokser wagi koguciej, wicemistrz olimpijski, mistrz świata i mistrz Azji.
Występuje na ringu w wadze papierowej. Największym sukcesem zawodnika jest srebrny medal igrzysk olimpijskich w Pekinie i mistrzostwo świata amatorów w 2009 roku w Mediolanie w kategorii do 48 kg. Jest również brązowym medalistą mistrzostw świata (2011) i mistrzem Azji w 2007 roku.